# Hankó Vilmos
Lemhényi Hankó Vilmos (Parajd, 1854. március 2. – Budapest, 1923. november 21.) vegyész, filozófiadoktor, főreáliskolai tanár, a Magyar Tudományos Akadémia levelező tagja.

## Élete
Lemhényi Hankó János sóbányamérnök és Topler Klára fia. Középiskoláit Kolozsvárt, Budapesten és Lőcsén, egyetemi tanulmányait a kolozsvári egyetemen végezte. 1877-ben ugyanott tanári képesítést nyert vegytanból és természettanból, mire a dévai állami reáliskola kémiai tanszékére nevezték ki. 1879-ben a kormány kiküldte az ausztriai és németországi kémiai laboratóriumok tanulmányozására. 1885-ben saját kérelmére a budapesti II. kerületi állami főreáliskolához helyezték át, 1907-től az intézmény igazgatója volt. A Magyar Tudományos Akadémia 1894. május 4-én választotta levelező tagjai közé. Elsősorban ásványvízelemzéssel foglalkozott, népszerűsítette a természettudományokat, főleg a kémiát. Leghatásosabb vállalkozása az Universum évkönyv volt. 1894-ben „Egy elfelejtett magyar találmány" című, a Természettudományi Közlönyben megjelent írásában felhívta a figyelmet Jedlik Ányos szódavízgyártó készülékére, amelyet napjainkban a hazai szódavízgyártás első gépeként ismerünk. Halálát idült veselob okozta. Felesége Puskás Gizella volt.

## Írásai
Cikkei és értekezései a következő lapokban és folyóiratokban jelentek meg: Műegyetemi Lapok (A Simpson-féle nitrogén meghatározási módnak egy új módosítása, 1878, ugyanez a Berichte der deutsch. chem. Gesellschaft c. munkában, 1879), Külföld (1879: A chemia tudományos értéke), Ellenőr (1879: A berlini iparkiállításból, Reáliskoláink ügyében, Hogy nő a vetés?, 1880: A chemia nálunk, 1882: Egy tű-gyárban), Hunyad (1879: Mit iszunk Déván?, 1883: Minő iskolába küldjük fiainkat?, 1884: Hunyadmegye meleg forrásai), Politikai Ujdonságok (1880: A tápszerek hamisításáról), Fővárosi Lapok (1880: A mérgek használata, A dohányzás eredetéről, A konyha chemiájáról, 1882: A toiletteszerek vegytanából), Természettud. Közlöny (1882: A használatban levő tűzoltó és impregnáló szerekről, 1883: A hidrogén superoxid és alkalmazása, 1885: Az ásványvizek kezelése, 1887: A roburit és melinit, 1888: A titkos szerek chemiájából, Pótfüzet. Az alkaloidok szinthesise), Athenaeum naptára (1882: A kőszén, 1884: Vegytani apróságok, 1885: A gondűzőkről, 1887: Lassú méreg, lassú halál, 1888: Mivel táplálkozunk?), Magyar Polgár (1882: Ásványvizeink ügyében), Akadémiai Értesítő (1882: Glaubersó kivirágzás a szászváros-gyógyi útvonal mentében, 1884: A carbonilszelphid és mercaptan képződéséről, A propyl-butyl-amyldisulpho szénsavas caliumról, Az amyl-disulpho szénsavas kaliumról, 1886: A szénsulphid behatása a kaliumbenzilatra és a fenolkaliumra, Egy új készülék a nitrogén absolut meghatározása, A csonthegyi sósforrások chemiai elemzése, 1887: A carbolsav megvörösödése, A bodoki hideg, savanyú és ásványvizek elemzése, 1888: Néhány új ásványvizelemző készülék ismertetése, A Kolozsmegye ásványvizeiről, 1889: A kérői kénes vizek chemiai elemzése, 1890: A gyertyánligeti kabolyapolyánai vasas savanyúvíz-forrás chemiai elemzése, 1891: A carbolsav megvörösödéséről, a borszéki ásványvizek és a borszéki lápföld chemiai elemzése), a dévai reáliskola Értesítőjében (1883: A dévai hideg sósforrás chemiai elemzése, 1884: Üdülőhelyek Hunyadmegyében), Kolozsvári Közlöny (1883: Fürdőink és ásványvizeink, A dohányról és dohányzásról, 1884: Néhány szó Erdély fürdőiről, 1885: Hunyadmegye bányaipara 1883-ban), Nemzet (1883: Hunyadmegye bányaipara 1882-ben, 1884: A vegytan hazánkban, 1887: Gymnasium, reáliskola), Pesti Napló (1883: A gyújtófa kérdésről), Mathem. és természettud. Értesítő (1884: A carbonylsulfid és merkaptan képződése az ethildiszulfoszénsavsók száraz lepárlásánál, 1885: Az allytdiszulfoszénsavas kaliumról, 1887. A szénsulfid behatása a kalium benzilátra és a fenolkáliumra, 1888: Néhány új ásványvízelemző készülék ismertetése, A karbolsav megvörösödése, Kolozsmegye ásványvizei, A nagyági nagyágit és sylvanit chemiai elemzése), Vegytani Lapok (1884: A propil-, butil-, amildiszulfoszénsavas kalium), Közgazdasági Értesítő (1884: Jelentés az ásványvizek kezeléséről), Egyetértés (1884: A chemia az új reáliskolai tantervben), Budapesti Hirlap (1885: A torjai Büdösbarlang, Hivatalos vegykonyhák, Mehanikai tanműhely, 1887: Mit mond a chemikus a szépítőszerekről?, A robbanó anyagokról, 1888: A magyar fürdők és ásványvizek), Szabadelvű Naptár (1885: Az erdélyrészi fürdőkről és ásványvizekről), a budapesti II. ker. áll. főreáliskola Értesítőjében (1886: A vegytani gyakorlatok szerepe a reáliskolai oktatásban), Budapesti Szemle (1887-89. könyvism. 1898: Az agyagiparról), Gyógyszerészi Közlöny (1888: Néhány és hygienikus szempontból fontos gáznak és gőznek hatása az egészségre, Lassú méreg-e a réz?), Erdély (1893: Az erdélyrészi ásványvizek kezelése és kiállítása, A tordai sósfürdőről, Erdély ásványvizei, mit igyunk járványok idején, 1894: Milyen ásványvizet igyunk?, Egy kincs a székelyek földjén, A korondi fürdő)

## Munkái

Magyarország fürdői és ásványvizei

- A Dithio-aethyl-szénsav-sók (Xanthogensavsók) száraz lepárlási terményeiről. Tudori értekezés. Kolozsvár, 1877
- A bábolnai meleg «Mátyás-forrás» és a szovátai «Fekete-tó» hideg sósforrás chemiai elemzése. Bpest, 1880 (Értekezések a term. tud. köréből X. 14.)
- A solymosi hideg savanyú ásványvíz chemiai elemzése. Bpest, 1881 (Értek. a term. tud. kör. XI. 7.)
- Hunyadmegye ásványvizei. Bpest, 1883 (Értek. a term. tud. kör. XIII. 12.)
- A csonthegyi sósforrásokról. Bpest, 1885
- Say M., A kisérleti vegytan alapvonalai. A reáliskolák felső osztályai számára. Átdolgozás. Bpest, 1886
- A háromszékmegyei bodoki ásványvizek ismertetése. Bpest, 1887
- Házi kincstár. Több száz titkos szer. Hasznos tudnivalók a háztartás, gazdaság, egészségtan s a mindennapi élet köréből. Bpest, 1888
- Az ásványvizek kezelése, tekintettel forgalomban levő vizeinkre. Bpest, 1888
- A chemia elemei, reáliskolák használatára. Bpest, 1889 (Szterényi Húgó társaságában)
- A kolozsi sósfürdő Kolozsmegyében. Bpest, 1889
- A kérői fürdő és ásványvizei. Bpest, 1889
- Természettudományi olvasmányok. Bpest, 1890 (Szterényi Húgóval együtt)
- Csíkmegye fürdői, szóban és képben. Bpest, 1890
- A titkos szerek chemiája. Bpest, 1890
- A jelenkor chemiai problémái. Bpest, 1890. (Különny. a Természettud. Közlönyből)
- Az erdélyrészi fürdők és ásványvizek leírása. 38 képpel. Bpest, 1891
- Budapest fürdői és ásványvizei. Bpest, 1891 (Gerlóczy Zsigmonddal együtt)
- Chemia, a kereskedelmi akadémiák használatára. Bpest, 1892. (Asbóth Sándorral együtt)
- Chemia, as ásványtan és földtan elemeivel. Bpest, 1892
- A tiophen képződése az ethyldisulfokalium carbonat száraz lepárolásánál. Bpest, 1893 (Különny. a Mathem. és term. Értesítő XI. kötetéből)
- Növény-chemiai vizsgálatok. Bpest, 1893 (Különny. a Mathem. és term. Értesítő XI. k.)
- A nyaralóhely megválasztása. Bpest, 1893 (Különny. a Természettud. Közlöny 274. füzetéből)
- Adatok a fény chemiai hatásához. Bpest, 1894 (Különny. a Mathem. és természettud. Értesítő XII. k.)
- Melyik fürdőre menjünk, milyen vízzel éljünk? Bpest, 1893 (Gerlóczy Zsigmonddal együtt. Magyarország összes fürdőinek leírása)
- A magyar ásványvizek kezelése és kiállítása. Bpest, 1893 (Különnyomat a m. balneologiai egyesület Évkönyvéből)
- Műszaki chemia. Chemiai alapfogalmak. A czukor-, szesz-, sör- és eczetgyártás, a szesz- és ásványolaj finomítás rövid előadásban. Bpest, 1894
- Milyen ásványvizet igyunk? A forgalomban levő erdélyrészi ásványvizek ismertetése. Kolozsvár. 1894.
- Az ivóvízkérdés Kolozsvárott. Bpest, 1894 (Különny. a Kolozsvárból.)
- Die Mineralquellen und Bäder von Budapest. Bécs, 1894 (Különny. a Balneol. Zeitungból)
- Egy elfelejtett magyar találmány. Bpest, 1894 (Különny. a Természettud. Közlönyből)
- Külföldi fürdők, gyógyító helyek és ásványvizek. Bpest, 1895
- Az ásványvizek kezelése. Bpest, 1895 (Fürdőirodalmi-Könyvtár-Vállalat)
- Székelyföld. Budapest, Lampel, [1896] Online, Akad. Kiad. 1993
- A magyar búza chemiai összetétele. (Gáspár Jánossal), Bpest, 1899
- Chemia, az ásványtan és földtan elemeivel (Budapest, 1902)
- Magyarország fürdői és ásványvizei. Tájékoztató a fürdők, gyógyítóhelyek és ásványvizek megválasztásánál. Toldi Lajos Könyvkereskedő Bizománya, Budapest, 1905